# SECAM
SECAM (séquentiel couleur à mémoire, z fr. kolejny kolor z pamięcią) – francuski system nadawania koloru w sygnale kolorowej telewizji analogowej. SECAM został opracowany przez Henri de France z zakładów Thomson. To pierwszy system telewizji kolorowej jaki został zastosowany w Europie.

## Historia
Prace nad systemem SECAM zostały rozpoczęte w roku 1956 jako efekt francuskich aspiracji do posiadania własnego standardu. System był gotowy pod koniec lat 50., jednak ze względu na wymóg dostosowania francuskich stacji telewizyjnych do nowej technologii, jego prezentacji i wprowadzenia do użytku dokonano 1 października 1967 r. Pierwszy barwny program oglądało około 1500 posiadaczy kolorowych odbiorników.
Ze względów politycznych system SECAM został przyjęty przez ZSRR i państwa bloku wschodniego (Polska, Czechosłowacja, Węgry, NRD, Bułgaria) z wyjątkiem Rumunii, Jugosławii i Albanii, które używały alternatywnego systemu PAL. W latach 90. XX wieku telewizje byłych krajów socjalistycznych przeszły z systemu SECAM na PAL.
W Polsce system SECAM stosowano do końca 1993 roku (w TVP1 – do końca 1994).
W popularnym użyciu SECAM oznacza również system telewizji, głównie D/K oraz L. Określenie to jest jednak nieprawidłowe technicznie.

## Szczegóły techniczne
W systemie SECAM modulacji częstotliwościowej podlega podnośna chrominancji. W tym systemie przyjęto jej częstotliwość jako 284 linie obrazu, co daje 4.25MHz. Podnośna ta modulowana jest na przemian dwoma sygnałami różnicowymi barw – czerwoną (R-Y) i niebieską (B-Y). Zmiana sygnału różnicowego następuje po zanalizowaniu jednej linii przesyłanego obrazu. W odbiorniku na otrzymaną właśnie jedną składową nakładana jest ta z poprzedniej linii obrazu (przechowywana w linii opóźniającej), co daje złudzenie kompletnej barwy. Aby uzyskać końcowe sygnały R, B, sygnały R-Y oraz B-Y są sumowane z sygnałem luminancji Y, zmodulowanym amplitudowo. Daje to dużo większą odporność na zniekształcenia czy utratę barw, niż ma to miejsce w systemie NTSC czy nawet pierwotnej wersji systemu PAL. Jednakże tym sposobem rozdzielczość sygnału chrominancji jest dwa razy mniejsza niż rozdzielczość sygnału luminancji (monochromatycznego), a efekt tego można zaobserwować jako „wychodzenie” jaskrawego jednolitego koloru z konturów obiektów i pulsowanie koloru na skraju tego obiektu (czerwone usta prezenterki itp.).
| System                                         | SECAM D/K | SECAM L |
| ---------------------------------------------- | --------- | ------- |
| Liczba linii                                   | 625       | 625     |
| Szerokość pasma wizji (w MHz)                  | 6         | 6       |
| Szerokość kanału TV (w MHz)                    | 8         | 8       |
| Częstotliwość zmian pól obrazów                | 50/25     | 50/25   |
| Częstotliwość zmian linii                      | 15,625    | 15,625  |
| Szerokość częściowa wytłumionej wstęgi bocznej | 0,75      | 1,25    |
| Rodzaj modulacji fonii                         | FM        | AM      |
| Częstotliwość różnicowa fonii (w MHz)          | +6,5      | +6,5    |

## Krytyka
System SECAM ze względu na swą charakterystykę utrudnia pracę edytorską nad materiałami kodowanymi w ten sposób. Miksowanie dwóch sygnałów SECAM wymaga stosowania demodulacji i ponownej modulacji sygnałów i tym samym nie jest tak wygodne jak praca z systemami PAL czy NTSC. Ponadto z racji tego, że w systemie SECAM przy modulacji usuwana jest część informacji o barwie, to kilkakrotna modulacja i demodulacja do celów edytorskich spowoduje zauważalne pogorszenie jakości obrazu.
Dlatego też powszechną praktyką w większości stacji telewizyjnych było i jest stosowanie podczas pracy studyjnej (np. montażu) systemu PAL (lub rzadziej NTSC) i przekodowywanie materiałów na system SECAM bezpośrednio przed nadawaniem – w związku z tym przejście telewizji w byłych krajach socjalistycznych Europy Wschodniej na nadawanie w systemie PAL było bardzo proste – zaprzestano przekodowywania materiału, a reszta wyposażenia pozostała bez zmian.
Ze względu na przejście na naziemną telewizję cyfrową, we Francji przestano nadawać w SECAM w listopadzie 2011, razem z końcem nadawania telewizji analogowej.

## Warianty systemu SECAM

### Warianty stosowane przy nadawaniu
System SECAM występował w różnych wariantach stosowanych przy emisji sygnału:
- SECAM francuski obowiązujący na terytorium Francji i byłych kolonii francuskich. Wariant ten posiadał liczne podwarianty:
  - SECAM I, SECAM II, SECAM IIIA – wersje rozwojowe, które nie zostały wprowadzone do powszechnego użytku;
  - SECAM IIIB (inaczej SECAM L) – wersja, która została w 1967 r. wprowadzona do telewizji francuskiej. Wersja ta w 1984 r. została zastąpiona przez SECAM H;
  - SECAM H – wersja wprowadzona w 1984 r. Charakteryzuje się drobnymi zmianami technicznymi w stosunku do wersji SECAM L, które zostały wprowadzone, aby zapewnić lepszą zgodność z teletekstem. W praktyce różnica polega na tym, że niektóre odbiorniki telewizyjne produkowane przed 1975 nie są w stanie wyświetlić kolorów przy odbiorze sygnału w SECAM H a tylko SECAM L (odbiorniki telewizyjne produkowane po tej dacie wyświetlają kolory w obu podwariantach);
  - SECAM K – wersja stosowana w departamentach zamorskich Francji i koloniach francuskich różniąca się minimalnie od wersji SECAM H i SECAM L. Nowsze (od 1975 r.) odbiorniki telewizyjne bez problemu wyświetlały kolory we wszystkich 3 podwariantach.
- SECAM B/G – SECAM IIIB stosowany wraz ze standardami transmisji telewizji czarno-białej B i G. Używany był w Grecji, NRD i w krajach Bliskiego Wschodu;
- SECAM D/K – SECAM IIIB stosowany wraz ze standardami transmisji telewizji czarno-białej D i K. Używany był w demoludach (poza NRD i Rumunią). Obecnie stosowany tylko na terytorium WNP;
- SECAM IV (inaczej NIR) – wersja rozwijana w ZSRR w latach 1960 niezgodna z SECAM IIIB. Wersja ta nigdy nie weszła do powszechnego użytku i w ZSRR ostatecznie przyjęto SECAM D/K;

### System MESECAM
Nazwa MESECAM stosowana była w odniesieniu do sposobu zapisu sygnału w części magnetowidów (czasami MESECAM uważany był błędnie za odmianę stosowaną przy emisji sygnału telewizyjnego na terytorium Bliskiego Wschodu, podczas gdy w rzeczywistości przy nadawaniu programów telewizyjnych był tam stosowany SECAM B/G). 
Przy zapisie sygnału telewizyjnego na taśmę magnetyczną z uwagi na ograniczenia techniczne konieczne było obniżenie częstotliwości podnośnej kolorów (np. dla systemu PAL zmieniono częstotliwość podnośnej kolorów z 4,43 MHz na 630 kHz). Częstotliwości stosowane przy zapisie sygnału w systemach PAL i SECAM różniły się na tyle, że konieczne było stosowanie osobnych torów zapisu/odczytu dla obu systemów. Jednym ze sposobów rozwiązania tego problemu było zastosowanie dla systemu SECAM innych częstotliwości podnośnych, aby mogły być obsługiwane przez układy stosowane do obsługi sygnału w systemie PAL.
Powyższe rozwiązanie nie przyjęło się we Francji z uwagi na niekompatybilność z istniejącymi gotowymi nagraniami filmów. Natomiast upowszechniło się w Grecji, na Bliskim i Środkowym Wschodzie oraz w krajach socjalistycznych. Wynikało to z tego, że tam gotowe nagrania filmowe były dystrybuowane w systemie PAL (aparatura do przygotowania nagrań dla PAL była znacznie tańsza od aparatury dla SECAM-u), a w nadawaniu telewizji stosowano SECAM. Dzięki temu osoby z tych krajów mogły na relatywnie tanich magnetowidach oglądać gotowe filmy i nagrywać programy telewizyjne. Nazwa MESECAM (od Middle East SECAM) została wprowadzona w wyniku porozumień pomiędzy producentami magnetowidów w celu uniknięcia pomyłek konsumentów.

## Kraje i terytoria używające systemu SECAM

### Afryka
Benin, Burkina Faso, Burundi, Republika Środkowoafrykańska, Czad, Kongo, Wybrzeże Kości Słoniowej, Dżibuti, Egipt, Gwinea Równikowa, Gabon, Libia, Madagaskar, Mali, Mauretania, Mauritius, Maroko, Niger, Réunion, Rwanda, Senegal, Togo, Tunezja, Zair

### Ameryka Północna
Saint-Pierre i Miquelon

### Ameryka Środkowa
Gwadelupa, Martynika

### Ameryka Południowa
Gujana Francuska

### Azja
Afganistan, Armenia, Azerbejdżan, Kambodża, Iran, Irak, Kazachstan, Korea Północna, Kirgistan, Mongolia, Rosja, Arabia Saudyjska, Syria, Tadżykistan, Turkmenistan, Uzbekistan, Wietnam

### Europa
Andora, Białoruś, Francja, Luksemburg, Monako, Ukraina

### Oceania
Nowa Kaledonia, Polinezja Francuska, Tahiti
W części wymienionych państw ma lub miał miejsce proces przechodzenia na system PAL oraz na cyfrową emisję telewizji naziemnej – lista może być nieaktualna.